# Neue Musik
『Neue Musik : YUMI MATSUTOYA COMPLETE BEST VOL.1』（ノイエ・ムジーク ユミ・マツトウヤ・コンプリート・ベスト・ボリューム・ワン）は、松任谷由実（ユーミン）の「松任谷」時代初のベスト・アルバム。1998年11月6日に東芝EMIより発売された。

## 解説
- 当時屈指のベスト・アルバムブームの中、恒例となっていた毎冬1枚のオリジナル・アルバムの発売を控え、その代わりにリリースされた作品である。タイトルには「VOL.1」とあるが、現在「VOL.2」以降は発売されていない[注釈 1]。
- このアルバムの直前にベスト・アルバム投票キャンペーンを行っており、その上位5曲に入ったものを収録している。
1位：「DESTINY」
2位：「守ってあげたい」
3位：「春よ、来い」
4位：「恋人がサンタクロース」
5位：「リフレインが叫んでる」
- 同年に発売された、サザンオールスターズの『海のYeah!!』とともに2枚組のベスト盤としては驚異的なセールスを誇った。初動売上は123万枚、累計売上は380万枚[2]で、ユーミンの発表した全作品の中で最大の売上を記録している。
- ユーミン自身が選曲を行なった。楽曲毎に本人がイメージカラーを付け、その色分けを基に選曲を行なった、という美術大出身のユーミンならではのエピソードがある。またこの年の夏ごろ、新聞紙上にて、選曲に対しての「ファンの声」的な枠のため、ファンからの投票を募った（各曲の紹介にある、キャンペーン投票という記述を参照）。
- 初回プレス盤・通常盤ともに同じデザインのスリーブケースが付属する。また、ブックレットとは別に、新アルバムの告知やディスコグラフィー[注釈 2]などが記載された用紙も封入された。
- 全曲にデジタル・リマスター音源が施されている。収録曲の中には、発売当時の各楽曲よりも前奏部分がカットされたり、フェイドアウト処理が早くなっているものもある。
- タイトルはニューミュージックのドイツ語訳。
- DISC2は当初、1曲目を「WANDERERS」[注釈 3]、2曲目を「リフレインが叫んでる」にする予定だったが、全体のキーの関係上「WANDERERS」の収録は見送られた。
- 初回プレス盤（TOCT-24001A/24002A）には、170万枚限定で「卒業写真」が収録されている[3]。

## 収録曲
| 全作詞・作曲: 松任谷由実、全編曲: 松任谷正隆。 |                                      |            |            |      |
| #                                              | タイトル                             | 作詞       | 作曲・編曲 | 時間 |
| 1.                                             | 「守ってあげたい」                   | 松任谷由実 | 松任谷由実 | 4:14 |
| 2.                                             | 「恋人がサンタクロース」             | 松任谷由実 | 松任谷由実 | 4:53 |
| 3.                                             | 「BLIZZARD」                         | 松任谷由実 | 松任谷由実 | 4:29 |
| 4.                                             | 「サーフ天国、スキー天国」           | 松任谷由実 | 松任谷由実 | 4:30 |
| 5.                                             | 「ダイアモンドダストが消えぬまに」   | 松任谷由実 | 松任谷由実 | 4:38 |
| 6.                                             | 「きみなき世界」                     | 松任谷由実 | 松任谷由実 | 5:03 |
| 7.                                             | 「SWEET DREAMS」                     | 松任谷由実 | 松任谷由実 | 3:56 |
| 8.                                             | 「ノーサイド」                       | 松任谷由実 | 松任谷由実 | 4:42 |
| 9.                                             | 「時をかける少女」                   | 松任谷由実 | 松任谷由実 | 3:32 |
| 10.                                            | 「ダンデライオン〜遅咲きのたんぽぽ」 | 松任谷由実 | 松任谷由実 | 4:21 |
| 11.                                            | 「Valentine's RADIO」                | 松任谷由実 | 松任谷由実 | 4:58 |
| 12.                                            | 「青春のリグレット」                 | 松任谷由実 | 松任谷由実 | 3:54 |
| 13.                                            | 「Hello, my friend」                 | 松任谷由実 | 松任谷由実 | 4:14 |
| 14.                                            | 「DESTINY」                          | 松任谷由実 | 松任谷由実 | 4:17 |
| 15.                                            | 「埠頭を渡る風」                     | 松任谷由実 | 松任谷由実 | 4:33 |
| 合計時間:                                      | 合計時間:                            | 66:14      |            |      |

| 全作詞・作曲: 松任谷由実、全編曲: 松任谷正隆。 |                                          |            |            |      |
| #                                              | タイトル                                 | 作詞       | 作曲・編曲 | 時間 |
| 1.                                             | 「リフレインが叫んでる」                 | 松任谷由実 | 松任谷由実 | 4:02 |
| 2.                                             | 「最後の嘘」                             | 松任谷由実 | 松任谷由実 | 4:33 |
| 3.                                             | 「真珠のピアス」                         | 松任谷由実 | 松任谷由実 | 5:38 |
| 4.                                             | 「DANG DANG」                            | 松任谷由実 | 松任谷由実 | 4:50 |
| 5.                                             | 「青いエアメイル」                       | 松任谷由実 | 松任谷由実 | 4:19 |
| 6.                                             | 「VOYAGER〜日付のない墓標」              | 松任谷由実 | 松任谷由実 | 4:00 |
| 7.                                             | 「春よ、来い」                           | 松任谷由実 | 松任谷由実 | 4:25 |
| 8.                                             | 「ANNIVERSARY」                          | 松任谷由実 | 松任谷由実 | 4:39 |
| 9.                                             | 「輪舞曲 (ロンド)」                      | 松任谷由実 | 松任谷由実 | 4:27 |
| 10.                                            | 「DOWN TOWN BOY」                        | 松任谷由実 | 松任谷由実 | 4:01 |
| 11.                                            | 「シンデレラ・エクスプレス」             | 松任谷由実 | 松任谷由実 | 3:47 |
| 12.                                            | 「カンナ8号線」                          | 松任谷由実 | 松任谷由実 | 4:31 |
| 13.                                            | 「真夏の夜の夢」                         | 松任谷由実 | 松任谷由実 | 5:01 |
| 14.                                            | 「groove in retro」                      | 松任谷由実 | 松任谷由実 | 4:14 |
| 15.                                            | 「愛は...I can't wait for you, anymore」 | 松任谷由実 | 松任谷由実 | 3:51 |
| 合計時間:                                      | 合計時間:                                | 66:18      |            |      |

| 全作詞・作曲: 荒井由実、全編曲: 服部克久。 |                             |          |            |      |
| #                                          | タイトル                    | 作詞     | 作曲・編曲 | 時間 |
| 1.                                         | 「卒業写真」(Special Track) | 荒井由実 | 荒井由実   | 4:11 |
| 合計時間:                                  | 合計時間:                   | 4:11     |            |      |

### 楽曲解説

#### Disc1
1. 守ってあげたい
アルバム『昨晩お会いしましょう』より。キャンペーン投票2位。
2. 恋人がサンタクロース
アルバム『SURF&SNOW』より。キャンペーン投票4位。
3. BLIZZARD
アルバム『NO SIDE』より。
4. サーフ天国、スキー天国
アルバム『SURF&SNOW』より。
5. ダイアモンドダストが消えぬまに
アルバム『ダイアモンドダストが消えぬまに』より。
6. きみなき世界
アルバム『スユアの波』より。
7. SWEET DREAMS
アルバム『ダイアモンドダストが消えぬまに』より。
8. ノーサイド
アルバム『NO SIDE』より。
9. 時をかける少女
アルバム『VOYAGER』より。
10. ダンデライオン〜遅咲きのたんぽぽ
アルバム『VOYAGER』より。
11. Valentine's RADIO
アルバム『LOVE WARS』より。
12. 青春のリグレット
アルバム『DA・DI・DA』より。
13. Hello,my friend
アルバム『THE DANCING SUN』より。
14. DESTINY
アルバム『悲しいほどお天気』より。キャンペーン投票1位。
15. 埠頭を渡る風
アルバム『流線形'80』より。

#### Disc 2
1. リフレインが叫んでる
アルバム『Delight Slight Light KISS』より。キャンペーン投票5位
2. 最後の嘘
アルバム『Cowgirl Dreamin'』より。
3. 真珠のピアス
アルバム『PEARL PIERCE』より。
4. DANG DANG
アルバム『PEARL PIERCE』より。
5. 青いエアメイル
アルバム『OLIVE』より。
6. VOYAGER〜日付のない墓標
アルバム初収録。シングル『VOYAGER〜日付のない墓標』より。
7. 春よ、来い
アルバム『THE DANCING SUN』より。キャンペーン投票3位
8. ANNIVERSARY
アルバム『LOVE WARS』より。
9. 輪舞曲（ロンド）
アルバム『KATHMANDU』より。
10. DOWNTOWN BOY
アルバム『NO SIDE』より。
11. シンデレラ・エクスプレス
アルバム『DA・DI・DA』より。
12. カンナ8号線
アルバム『昨晩お会いしましょう』より。イントロを数秒カットした状態で収録されている。
13. 真夏の夜の夢
アルバム『U-miz』より。
14. groove in retro
再結成したティン・パン・アレーとのコラボレーションによる新曲。1999年冬苗場プリンスホテルCMソング。
15. 愛は...I can't wait for you, anymore
この曲も前記のティン・パン・アレーとのコラボレーションによる新曲。
16. 卒業写真 (Special Track) ※初回プレス限定盤ボーナストラック
荒井由実時代のオリジナルよりテンポが若干速い。松任谷正隆がピアノ参加。

## 参加ミュージシャン
ここでは新曲2曲とボーナストラックのミュージシャンを表記する。その他の曲についてはそれぞれのオリジナル・アルバムの記事を参考。
『groove in retro』
- ドラム : 林立夫
- ベース : 細野晴臣
- エレキギター : 鈴木茂
- キーボード : 松任谷正隆
- パーカッション : 斉藤ノブ
- コーラス : 松任谷由実

『愛は...I can't wait for you, anymore』
- ドラム : 林立夫
- ベース : 細野晴臣
- エレキギター : 鈴木茂
- キーボード : 松任谷正隆
- パーカッション : 斉藤ノブ
- アコースティックギター : 吉川忠英
- トランペット&フリューゲルホーン : Jelly Hey, Gary Grant
- トロンボーン : Bill Reichenbach
- サックス : Dan Higgins
- ヴァイオリン : Bruce Dukov, Eve Butler, Joel Derouin, Armon Garabedian, Berj Garabedian, Endre Granat, Peter Kent, Brian Leonard, John Wittenberg, Kenneth Yerke
- ヴィオラ : Denyse Nadeau Buffum, Matthew Funes(a.k.a Matt Funes), Victoria Miskolezy, Janet Corbett
- チェロ : Suzie Katayama, Larry Corbett
- コーラス : 松任谷由実、山本潤子、木戸泰弘、比山貴咏史、高尾直樹
- ホーンアレンジメント : Jerry Hey
- 指揮 : David Campbell
- オーケストレーション : 松任谷正隆、David Campbell

『卒業写真 (special track)』
- キーボード・プログラミング : 松任谷正隆
- コーラス : 松任谷由実